# إيان أندرسون
إيان أندرسون (بالإنجليزية: Ian Scott Anderson) (و. 1947 – م) هو ملحن، ومغني، وعازف قيثارة، وكاتب غنائي من المملكة المتحدة. ولد في دمفرلين.

## جوائز
حصل على جوائز منها:
- عضو رتبة الإمبراطورية البريطانية.

## وصلات خارجية
- إيان أندرسون على موقع IMDb (الإنجليزية)
- إيان أندرسون على موقع ميوزك برينز (الإنجليزية)
- إيان أندرسون على موقع إن إن دي بي (الإنجليزية)
- إيان أندرسون على موقع أول ميوزيك (الإنجليزية)
- إيان أندرسون على موقع ديسكوغز (الإنجليزية)
- إيان أندرسون على موقع قاعدة بيانات الفيلم (الإنجليزية)